# Bipaga I
Bipaga I est un village du Cameroun situé dans la région du Sud et le département de l'Océan. Faisant partie de la commune de Lokoundjé, il se trouve à 28 km de Kribi sur la route qui lie Kribi à Edéa.

## Population
En 1966, la population était de 73 habitants. Lors du recensement de 2005, le village comptait 117 habitants dont 51 hommes et 66 femmes, principalement des Mabéa.